# Paracosta
Paracosta is een geslacht van kreeftachtigen uit de klasse van de Ostracoda (mosselkreeftjes).

## Soorten
- Paracosta dahomeyi (Apostolescu, 1961) Carbonnel, 1988 †
- Paracosta declivis (Siddiqui, 1971) Hartmann & Puri, 1974
- Paracosta huddlestoni Finger, 1983 †
- Paracosta kefensis (Benson, 1977) Bassiouni & Luger, 1990 †
- Paracosta palaeomokattamensis Bassiouni & Luger, 1990 †
- Paracosta parakefensis Bassiouni & Luger, 1990 †
- Paracosta pervinquieri (Donze & Said, 1982) Bassiouni & Luger, 1990 †
- Paracosta rinconensis Finger, 1983 †
- Paracosta transsaharaensis Carbonnel, Alzouma & Dikouma, 1990 †
- Paracosta warriensis (Reyment, 1960) Reyment, 1981 †